# روبرت كلاسين
روبرت كلاسين (بالهولندية: Robert Klaasen) هو لاعب كرة قدم هولندي في مركز الوسط، ولد في 6 سبتمبر 1993 في أمستردام في هولندا. لعب مع إي زد ألكمار وسبارتا روتردام ونادي كورتريك.

## وصلات خارجية
- روبرت كلاسين على موقع قاعدة بيانات كرة القدم.إي يو (الإنجليزية)
- روبرت كلاسين على موقع Soccerway.com (الإنجليزية)
- روبرت كلاسين على موقع عالم كرة القدم.نت (الإنجليزية)